# Захаряк Ігор Володимирович
Ігор Володимирович Захаряк (нар. 9 травня 1964, Керч, УРСР) — радянський та український футболіст, захисник. Після закінчення кар'єри футболіста став тренером.

## Кар'єра гравця
У 1985 році розпочав кар'єру в місцевому клубі «Океан» (Керч). У 1986 році спробував свої сили в сімферопольській «Таврії», але зігравши 1 матч повернувся до «Океану». У 1990 році перейшов до краснодарської «Кубані», однак по завершенні сезону перейшов до сумського «Автомобіліста». У 1993 році захищав кольори краснодарського «Колоса». У 1997 році завершив кар'єру в клубі «Явір» (Краснопілля).

## Кар'єра тренера
По завершенні ігрової кар'єри розпочав тренерську діяльність. Спочатку тренував краснопільський «Явір», який незабаром переїхав до Сум і змінив назву на «Явір-Суми». Потім поїхав у Росію, де працював у Краснодарському краї — очолював футбольну школу «Центр-Р». У червні 2006 року, після переходу великої групи вихованців «Центру» в клуб «Краснодар-2000», став головним тренером краснодарського клубу.
З квітня 2007 року — головний тренер дублюючого складу «Кубані» (Краснодар). У 2008 році став помічником головного тренера в калінінградській «Балтиці». Недовгий час Захаряк попрацював в Калінінграді й того ж року повернувся в «Краснодар-2000». У 2010 році Захаряк став старшим тренером ФК «Жемчужина-Сочі».
У липні 2011 року став головним тренером ПФК «Суми». 11 квітня 2013 року залишив пост через порушення умов контракту.
У червні 2015 року прийшов до «Шахтаря» з Караганди і тут же, після відставки попередника, був призначений виконувачем обов'язків головного тренера, а вже з наступного місяця був затверджений як повноправний наставник команди, яку очолював до кінця року. За підсумками сезону команда фінішувала на 10 місці в чемпіонаті Казахстану, уникнувши пониження у класі.
13 вересня 2016 був призначений головним тренером клубу ФНЛ «Балтика».